# آن من غايرشتاين
آن من غايرشتاين أو عذراء الضباب (بالإنجليزية: Anne of Geierstein, or The Maiden of the Mist)‏ هي رواية نشرت عام 1829 بقلم السير والتر سكوت. وتقع أحداثها في وسط أوروبا، وبالأخص في سويسرا، بعد فترة قصيرة من انتصار اليوركيين في معركة توكسبوري (1471). وهي تغطي فترة مشاركة السويسريين في الحروب البرغندية.